# Neocoelidiana filamenta
Neocoelidiana filamenta är en insektsart som beskrevs av Delong 1953. Neocoelidiana filamenta ingår i släktet Neocoelidiana och familjen dvärgstritar. Inga underarter finns listade i Catalogue of Life.